# آخر بازی (فیلم ۲۰۰۹)
آخر بازی (انگلیسی: Endgame) یک فیلم سینمایی بریتانیایی محصول سال ۲۰۰۹ به کارگردانی پیت تراویس از فیلمنامه‌ای از پائولا میلن است که براساس کتاب سقوط آپارتاید توسط رابرت هاروی ساخته شده است. بازیگران فیلم ویلیام هرت ، چیویتل اجیوفور ، جانی لی میلر، آملیا بالمور، متیو مارش و مارک استرانگ هستند. 

## فیلمبرداری
این فیلم در نیمه های اول سال ۲۰۰۸ در مکان هایی در ردینگ، بارکشر ، انگلستان و کیپ‌تاون ، آفریقای جنوبی فیلمبرداری شد و در دسامبر همان سال به پایان رسید.

## فرضیه
این فیلم روزهای پایانی آپارتاید را به تصویر می‌کشد با محوریت مذاکرات پنهانی که بین کنگره ملی آفریقا و اعضای حزب ملی  